# Bóbitás karakara
A bóbitás karakara (Caracara plancus) a madarak (Aves) osztályának sólyomalakúak (Falconiformes) rendjébe, ezen belül a sólyomfélék (Falconidae) családjába tartozó faj.
Egyes rendszer besorolások szerint Polyborus nemhez tartozik Polyborus plancus néven.

## Előfordulása
Az Amerikai Egyesült Államok déli részétől, Közép-Amerikán keresztül, Dél-Amerika déli részéig, valamint a Falkland-szigeteken honos.
Mexikó nemzeti madara.

## Alfajai
- Caracara plancus plancus
- Caracara plancus prelutosus
- Caracara plancus brasiliensis

## Megjelenése
Testhossza 53-63 centiméter, szárnyfesztávolsága 125 centiméter. Fején fekete, bozontos bóbita található. Arc része csupasz és sárga színű. Nyaka fehér és vízszintesen hullámzó mintázattal megy át feketébe. Hosszú lábai, ujjai és karmai vannak.
A legközelebbi rokona a kihalt Guadalupe karakara (Polyborus lutosus) volt.

## Életmódja
A sólymokhoz képest kevesebbet és rosszabbul repül, táplálékát inkább a földön keresi. Megeszi a dögöket, de élő állatokat, rovarokat, békákat, hüllőket és kisebb madarakat is. Lábaival leszorítja a prédát, majd erős csőrével szétszaggatja. E madár 30 évet is él.

## Szaporodása

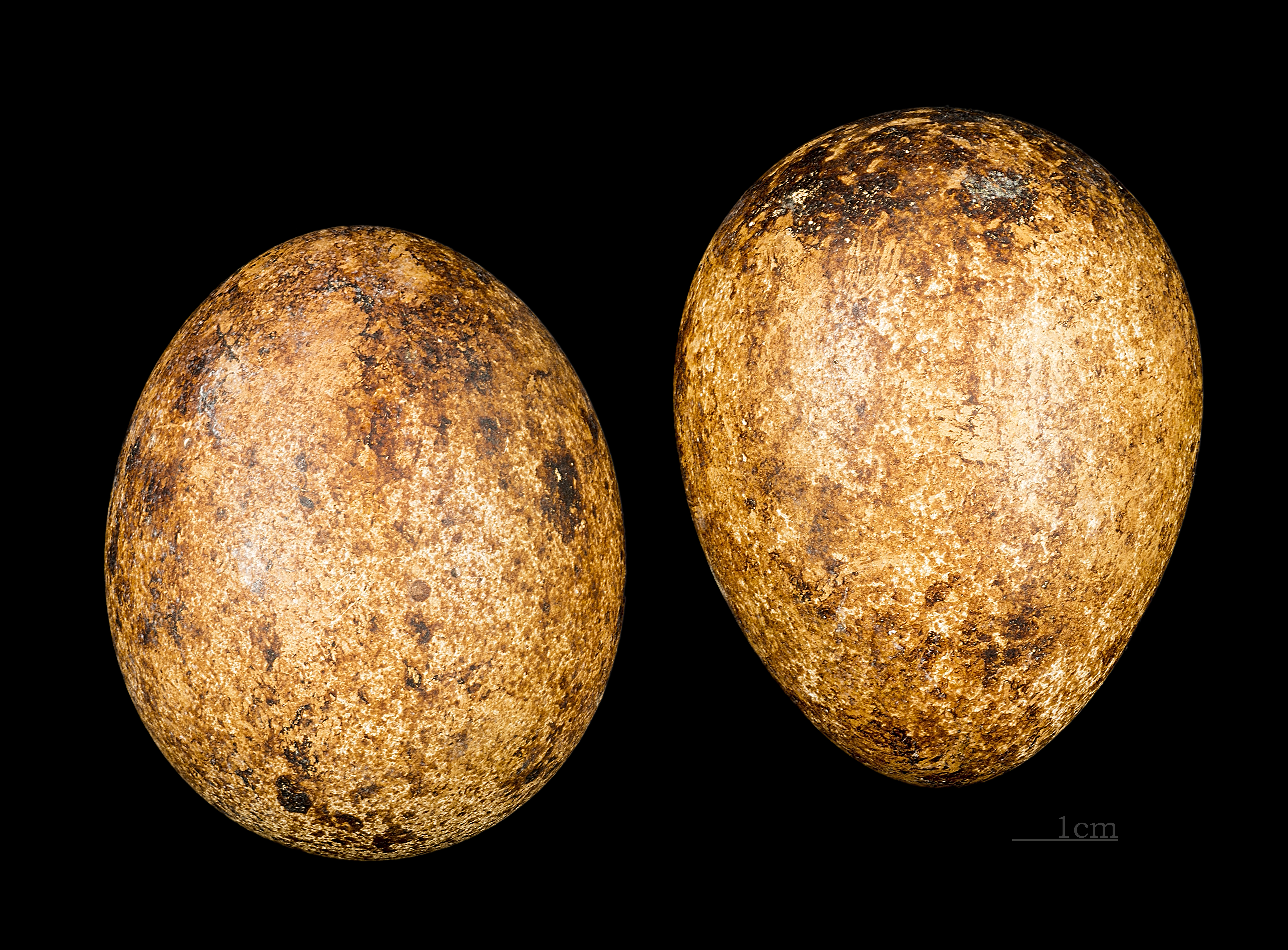
Caracara plancus tojásai

A bóbitás karakara 2-3 évesen lesz ivarérett. A költési időszak Dél-Amerikában november és december között, az USA-ban pedig december és április között van. Fákra vagy talajra, gallyakból építi fészkét. Fészekalja 2-4 fehér, barna foltos tojásból áll. A kotlás 28-32 napig tart. A fiatal madarak 50-60 nap után repülnek ki.